# 유재석
유재석(劉在錫, 1972년 8월 14일~)은 대한민국의 희극인, 방송인이다. 1991년에 KBS 공채 7기 개그맨으로 데뷔했다. 《X맨》, 《무한도전》, 《해피투게더》, 《런닝맨》, 《놀면 뭐하니?》, 《유 퀴즈 온 더 블럭》, 《식스센스》 등 다수의 TV 프로그램 진행을 맡았거나 맡고 있다. 대한민국 지상파 방송 3사(KBS, MBC, SBS)와 백상예술대상의 대상을 총 19회 수상하여 최다 수상 기록을 세웠으며, 2018년 대중문화예술상 대통령 표창을 받았다.

## 학력
- 1985년 서울유현국민학교 졸업
- 1988년 수유중학교 졸업
- 1991년 용문고등학교 졸업
- 1992년 서울예술대학교 방송연예과 중퇴[1]

## 생애
유재석은 1972년 8월 14일 대한민국 서울특별시 강북구 수유동에서 1남 2녀 중 첫째로 태어나 1991년 KBS에서 주최한 제1회 대학 개그제에서 최승경과 팀을 이뤄 출전하여 함께 장려상을 받으면서 데뷔했다.
1991년 KBS 공채 개그맨 7기 동기로는 김국진, 김수용, 김용만, 남희석, 박병득, 박수홍, 양원경, 엄정필, 윤기원, 이영재, 전효실, 최승경이 있다.
그 후 《유머일번지》 등에서 작은 역할로 등장하면서 1994년말 입대부터 군 제대 후까지 무명 시절을 거치던 중, 1997년 KBS2 《코미디 세상만사》의 코너인 《남편은 베짱이》에서 남편 역할을 맡으면서 조금씩 대중에게 알려지기 시작한다.
유재석은 병역 의무를 방위병으로 이행했으며 유재석은 방위병 마지막 기수였다. 유재석이 입대한 직후 방위병 제도가 폐지되었으며 그 대신 공익근무요원 제도가 신설되었다.
한편 유재석은 코미디언을 처음 시작할 때 심형래의 밑에서 일을 하기도 했다. 심형래는 김청기 감독의 《외계에서 온 우뢰매》의 출연을 시작해서 이후엔 자신이 직접 감독이 되어 영화를 촬영하기도 했는데 심형래는 이 영화들을 촬영하면서 당시 무명이었던 유재석을 서찬호와 같이 데리고 다니면서 자신의 영화에 출연시켜 줬다. 그 대표작으로 《영구와 우주괴물 불괴리》(배역: 초등학교 6학년), 《티라노의 발톱》(배역: 원시인 1) 등 다수가 존재한다.
그러다가 어느 한 프로그램을 통해서 무명 시절로부터 탈피하게 되는데, 바로 1990년대 후반 최고의 인기를 구가했던 토크쇼인 《서세원 쇼》였다. 《서세원 쇼》에서 가장 인기 있는 코너였던 '토크박스'에서 유재석은 자신의 재밌었던 경험담을 무명시절부터 꾸준히 다져온 그만의 재치와 입담으로 맛깔스럽게 풀며, '유재석'이라는 자신의 이름을 대중들에게 점차 각인시키게 됐다.
《'슈퍼 TV 일요일은 즐거워》 - 출발 드림팀'에서 자주 망가지는 모습과 어이가 없는 결과로 웃음을 유발하였고, 이 시기에 번지점프했던 장면 역시 토크의 소재였다.
《자유선언! 오늘은 토요일 - 60년을 이어라》에서 메뚜기 탈을 쓰면서 진행을 하는 바람에 지금까지 부르고 있는 메뚜기라는 별명이 이때 생겨났다. 《자유선언! 오늘은 토요일 - 잠을 잊은 그대》에게 에서는 본래의 취지였던 도서관이 문을 닫을 때까지 마지막으로 나오는 학생을 만나서 선물을 주기보다는 개그맨 남희석의 매니저였던 김종석과의 퀴즈 배틀이 더 화제가 되었다
또한 MBC에서 방송했던 '박상원의 아름다운TV 얼굴'에 상의를 탈의한 장면과 KBS2의 예능 프로젝트 '슈퍼 TV 일요일은 즐거워 - MC대격돌 공포의 쿵쿵따'에서 치마가 풀리는 사고가 일어나 젖꼭지가 남들보다 아래에 있는 것이 밝혀져 이것이 가끔씩 예능에서 개그의 소재로 사용되었고, 이후 무한도전 WM7편에서 '저쪼아래'라는 별칭으로 알려지기도 했다.
그 후 점차 인지도를 가지며 예능계에서 자리를 잡아가는 중, 자신의 연예 인생에 첫 메인 MC를 맡게 되는 운명적인 예능 프로그램을 만나게 됐다. 바로 MBC 《목표달성! 토요일》 - 《스타 서바이벌 동거동락》이다. 《스타 서바이벌 동거동락》은 인기 스타들을 한 방에 몰아넣고 하룻밤을 지새게 하며 진행했던 프로그램이며, 이러한 방식은 떼거리로 연예인들이 팀을 이뤄 미션을 이행하고, 볼거리를 만들어 내는 , 'X맨(엑스맨)', '무한도전', '런닝맨' 등과 같은 이후 버라이어티 포맷의 원조로 꼽을 수 있다. 이 프로그램이 기획된 2000년 당시 유재석은 현재와 같은 명성이 있다기보다는 예능계에서 재능을 인정받고 점차 인지도가 있던 정도에 지나지 않았다. 그럼에도 불구하고 당시에 유재석이 전격적으로 공중파 예능 프로그램의 메인 MC로서 발탁될 수 있었던 이유는 바로 배우 최진실이 강력 추천한 덕분이었다.
《스타 서바이벌 동거동락》을 기획할 당시 담당 PD가 MC를 누구로 해야 할지 고민하던 도중에, 최진실로부터 '메뚜기(유재석의 별명)라는 개그맨이 있는데, 너무 재밌다며 새로 하는 프로그램이 있으면 한번 MC로 기용 해보라'는 강력 추천을 받았던 것이다.
당시 《목표달성! 토요일》은 유재석이 진행하는 《스타 서바이벌 동거동락》 외에도 《god의 육아일기》, 《악동클럽》 등의 타 코너들 또한 엄청난 인기를 얻게 되면서 명실상부 '2000년-2001년 겨울 시즌' 최고의 예능 프로그램으로 기록됐으며, 《스타 서바이벌 동거동락》의 경우 출연진들의 성향을 배려하는 한편, 적절한 타이밍에 망가져 주면서 분위기를 자연스럽게 살리는 유재석만의 스타일인 '배려형 MC' 캐릭터를 마음껏 발산한 첫 프로그램이었다. 또한 이로 인해 2000년 MBC 방송연예대상 MC 부문 특별상을 받았다.
이후에 MBC에서 맡은 《느낌표!》의 〈책책책, 책을 읽읍시다!〉로 2003년 MBC 방송연예대상 쇼버라이어티 부문 최우수상을 거머줬다. 특히 이후에 《슈퍼 TV 일요일은 즐거워》 - 〈MC대격돌: 공포의 쿵쿵따〉로서 누구보다 웃기는 남자로 인정받고, 그때 함께 참여했던 강호동, 이휘재 등은 이후에도 예능에서 높은 활약을 펼쳐, 이 프로그램이 얼마나 가치 있었는지를 간접적으로 입증하고 있다. 이후 쿵쿵따의 인기가 한창일 무렵 이휘재, 김한석, 송은이, 홍록기, 정준하 등과 정통 세트형 코미디 프로그램인 코미디타운을 SBS에서 진행했으나 실패하고, 이후 〈MC 대격돌: 운명의 바퀴/위험한 초대〉로 복귀하였다.
이때 《해피투게더》, 《진실게임》등의 MC를 맡았다. 또한 MBC의 토크쇼 프로그램인 《놀러와》에 배우 김원희와 함께 공동 MC로 투입되어 본격적인 예능계의 별로 떠오르기 시작했다.
하지만 이외의 유재석이 MC를 맡은 몇몇 프로그램들은 큰 빛을 받지 못하고 폐지됐다. 2005년 유재석은 "평균보다 모자란 남자들의 유쾌한 도전"이라는 컨텐츠에 대한 애정이 깊었고, 이전에 출연한 바보 드림팀이라고 비난받았던 KBS에서 방송된 《천하제일 외인구단》, SBS에서 방송된 《유재석과 감개무량》, 이름과 출연진만 다르고 같은 포맷의 프로그램을 계속 진행하다 MBC 《토요일》의 코너 〈무모한 도전〉을 맡게 됐는데, 초창기엔 고전을 면치 못했다. 당시 인포테인먼트 프로그램인 《스펀지》와의 경쟁 때문이었는데, 《강력추천 토요일》의 〈무한도전 - 퀴즈의 달인〉으로 프로그램 포맷이 변경이 되면서 프로그램의 인지도가 높아지고, 이에 힘입어 2006년 5월 6일부터는 《무한도전》이라는 독립 프로그램으로 편성되면서 대한민국 예능 프로그램의 새로운 경향을 제시하게 된다.
그 후 《해피투게더 시즌3》, 《패밀리가 떴다》에 출연하며 대한민국 예능계에서의 최고의 MC로서 입지를 굳혔다. 1년 8개월 동안의 방영을 끝으로《패밀리가 떴다》가 막을 내린 후, 2010년 유재석은 《런닝맨》으로 SBS 예능 프로그램에 메인 MC로 복귀했다.
그 후, 4년 만에 KBS2에서 나는 남자다라는 프로그램을 새로 시작하고, 시즌제로 운영하다 20회로 막을 내렸다. 그리고 2015년 8월에는 JTBC에 들어가서 새로운 파일럿 프로그램에 메인 MC를 맡고 있었고 《동상이몽, 괜찮아 괜찮아》에서 김구라와 함께 메인 MC를 맡았다. 또한, 《런닝맨》의 인기도가 상승함에 따라 해외 인지도도 상승하였다.
2020년 7월, 《런닝맨》이 10주년을 맞이하게 되면서 대한민국 방송인 역사상 최초로 지상파 방송 3사 모두 20년 이상 활동하게 되면서 이들 방송사의 예능 프로그램을 10년 이상 진행하게 되는 기록을 보유하게 되었다.
또한 《최고의 요리 비결》에도 출연하였는데 이로써 유재석은 지상파 방송 5사(MBC, KBS, SBS, JTBC, EBS)에 모두 출연하는 기록을 달성했다.
유재석은 2019년 7월 27일부터 방영중인 놀면 뭐하니?에서 메인 MC를 맡고 있다. 또한 더 존: 버터야 산다와 스킵에서 메인 MC를 맡고 있다.

## 출연작

### 현재 방송 중 및 예정 프로그램
- SBS 런닝맨
- tvN 유 퀴즈 온 더 블럭
- MBC 놀면 뭐하니?
- 디즈니+ 더 존: 버터야 산다
- 유튜브 《핑계고》
- KBS 《싱크로유》
- SBS 틈만나면, 시즌 3

### 종영 / 중도하차 / 게스트 출연 프로그램
| 연도        | 방송 활동 |
| ----------- | --- |
| 2000년 이전 | - KBS 《유머 1번지》 - 〈미워도 다시 한 번〉 - KBS 《쇼 비디오 자키》 - 〈동물의 왕국〉 (보조출연) - KBS 《쇼 비디오 자키》 - 〈벌레들의 합창〉 (보조출연) - KBS 《한바탕 웃음으로》 - 〈봉숭아 학당〉 - KBS 《한바탕 웃음으로》 - 〈아빠와 함께 춤을〉 - KBS 《한바탕 웃음으로》 - 〈신인류의 사랑〉 - KBS 《열전! 달리는 일요일》 - KBS 《달려라 고고》 - 〈아기공룡 둘리〉 - KBS 《웃음천국》 - 〈이무기의 꿈〉, 〈빨간 소파〉 - KBS 《청춘스케치》 - KBS 《폭소대작전》 - KBS 《폭소아카데미》 - KBS 《웃음은 행복을 싣고》 - KBS 《쇼 코미디 웃는 날 좋은 날》 MC - KBS 《열려라 코미디》 - 유재석의 복고비디오 - KBS 《연예가 중계》 리포터 - KBS 《코미디 세상만사》 - 〈남편은 베짱이〉, 〈귀농일기〉, 〈사랑의 삼행시〉, 〈순대국 형제〉 - KBS 《가족 오락관》 - KBS 《도전 지구탐험대》 - KBS 《퍼즐특급열차》 - 게스트 다수 출연 - KBS 《쇼! 행운을 잡아라》 - 개그플러스 - KBS 《97 주부가요대상》 - KBS 일일시트콤 《아무도 못말려》 - KBS 《서세원의 화요스페셜》 - KBS 《TV쇼 진품명품》의뢰인 - KBS 《서세원쇼》 - 〈아름다운 밤〉, 〈토크박스〉 - KBS 《슈퍼특급 쇼! 행운열차》 - SBS 《좋은친구들》 - SBS 《김혜수 플러스 유》 - KBS 《체험 삶의 현장》 - KBS 《TV유치원 하나둘셋》 - KBS 《TV는 사랑을 싣고》 - KBS 《서세원쇼》 - 100회특집 - SBS 《로드쇼 힘나는 일요일》 - 유재석의 국토순례 어디가세요? - KBS 《슈퍼TV 일요일은 즐거워》 - 출발 드림팀 - KBS 《자유선언 오늘은 토요일 - 60년을 이어라》 MC - KBS 《자유선언 오늘은 토요일 - 잠을 잊은 그대에게》 공동 MC - KBS 《자유선언 오늘은 토요일 - 유재석의 툭 터놓고 톡》 MC - KBS 《자유선언 오늘은 토요일 - 최면》 MC - KBS 《감성채널@21》 공동 MC |
| 2000년 이후 | - KBS 《자유선언 오늘은 토요일 - 스타도전 음식남녀》 공동 MC - KBS 《야(夜)!한밤에》 공동 MC - KBS 《테마쇼 인체여행 - 건강불패》 MC - KBS 《한국이 보인다 - 글로벌 카메라》 MC - KBS 《한국이 보인다 - 달려라 백두》 MC - KBS 《한국이 보인다 - 환상대결 1대5》 MC - KBS 《한국이 보인다 - 지존을 찾아서》 MC - KBS 《한국이 보인다 - 인정사정 볼것 없다》 MC - MBC 《목표달성! 토요일 - 스타! 챔피언》 공동 MC - MBC 《목표달성! 토요일 - 스타 서바이벌 동거동락》 MC(2000년~2002년) - MBC 《일요일 일요일 밤에 - 서바이벌 대작전》 MC - SBS 《로드쇼 힘나는 일요일》 공동 MC |
| 2001년      | - KBS 《뮤직플러스》 공동 MC(2001년~2003년) - KBS 《이유있는 밤》 공동 MC(2001년~2002년) - KBS 《슈퍼 TV 일요일은 즐거워 - TV해결사 대한민국 만세》 MC - KBS 《슈퍼 TV 일요일은 즐거워 - TV해결사 사랑의 쌀사세요》 공동 MC - KBS 《슈퍼 TV 일요일은 즐거워 - 유재석의 금연학교》 MC - MBC 《!느낌표 - 책책책! 책을 읽읍시다!》 공동 MC(2001년~2003년) - SBS 《초특급 일요일 만세》 - 헌혈합시다》 공동 MC - SBS 《초특급 일요일 만세》 - 황금보물선을 찾아라》 MC - SBS 《초특급 일요일 만세》 - 날아라 번지왕》 MC - SBS 《초특급 일요일 만세》 - 유재석의 장롱면허 탈출대작전》 MC - SBS 《초특급 일요일 만세》 - 유재석의 조용한 가족》 MC - SBS 《초특급 일요일 만세》 - 스타 서바이벌 만찬》 MC - SBS 《이홍렬쇼》 - SBS 《박수홍, 박경림의 아름다운 밤》 |
| 2002년      | - KBS 《슈퍼 TV 일요일은 즐거워 - 미션MC대격돌 공포의 쿵쿵따》 공동 MC - SBS 《토요일이 온다》 MC - SBS 《코미디타운》(2002~2003년) - SBS 《기분전환 수요일 - 대결 맛대맛》 공동 MC - SBS 《기분전환 수요일 - 기분전환 패밀리》 MC - SBS 《진기록 팡!팡!팡!》 MC(2002년~2003년) |
| 2003년      | - KBS 《해피투게더 - 쟁반노래방》 공동 MC(2003년~2005년) - KBS 《논쟁 버라이어티 - 당신의 결정》 공동 MC - KBS 《슈퍼 TV 일요일은 즐거워 - MC대격돌 위험한 초대》 공동 MC - KBS 《슈퍼 TV 일요일은 즐거워 - 천하제일 외인구단》 MC - KBS 《슈퍼 TV 일요일은 즐거워 - MC대격돌 운명의 바퀴》 공동 MC - SBS 《실제상황 토요일 - X맨》 MC (2003년~2004년) - SBS 《TV장학회》 MC(2003년~2004년) - SBS 《진실게임》 MC(2003년~2007년) - SBS 《가슴을 열어라》 MC - SBS 《야심만만 만명에게 물었습니다》 게스트 |
| 2004년      | - MBC 《유재석 김원희의 놀러와》 공동 MC(2004년~2012년) - SBS 《일요일이 좋다 - 건강남녀》 공동 MC - SBS 《일요일이 좋다 - 태극기 휘날리며》 MC - SBS 《일요일이 좋다 - 특집 스타올림피아드》 MC - SBS 《일요일이 좋다 - 유재석과 감개무량》 MC - SBS 《일요일이 좋다 - 대결! 반전 드라마》 MC(2004년~2005년) - SBS 《일요일이 좋다 - X맨》 MC(2004년~2006년) - SBS 《이경규의 굿타임》 - SBS 《김용만 신동엽의 즐겨찾기》 |
| 2005년      | - KBS 《해피투게더 프렌즈》 공동 MC(2005년~2007년) - MBC 《토요일 - 무(모)한 도전》 MC - MBC 《강력추천 토요일 - 무(리)한 도전》 MC - MBC 《강력추천 토요일 - 무한도전: 퀴즈의 달인》 MC (2005년~2006년) |
| 2006년      | - MBC 《무한도전》 MC (2006년~2018년) - SBS 《일요일이 좋다 - NEW X맨》 MC (2006년~2007년) |
| 2007년      | - SBS 《일요일이 좋다 - 하자GO》 MC - SBS 《일요일이 좋다 - 옛날 TV》 MC - KBS2 《해피투게더 시즌3》 MC (2007년~2018년) - SBS 《일요일이 좋다 - 기적의 승부사》 MC - SBS 《일요일이 좋다 - 기승史》 MC (2007년~2008년) |
| 2008년      | - SBS 《일요일이 좋다 - 패밀리가 떴다》 MC (2008년~2010년) - tvN 《현장 토크쇼 택시》 게스트 |
| 2009년      | - KBS 《유희열의 스케치북》 게스트 |
| 2013년      | - KBS 《인간의 조건》 게스트 |
| 2014년      | - KBS 《나는 남자다》 MC - MBC FM4U 《타블로와 꿈꾸는 라디오》 9월 11일 일일DJ(무한도전 라디오데이 촬영) - 저장위성 《달려라 형제 시즌 1》 11월 7일 게스트 |
| 2015년      | - SBS 《동상이몽, 괜찮아 괜찮아》 MC (2015년~2016년) - JTBC 《투유 프로젝트 - 슈가맨》 MC (2015년~2016년) |
| 2018년      | - tvN 《유 퀴즈 온 더 블럭 시즌 1》 - JTBC 《투유 프로젝트 - 슈가맨 시즌 2》 MC - 넷플릭스 《범인은 바로 너》 시즌 1 - KBS2 《해피투게더 시즌4》 MC (2018년~2020년) - JTBC 《요즘 애들》(2018년~2019년) |
| 2019년      | - tvN 《일로 만난 사이》 - 넷플릭스 《범인은 바로 너》 시즌 2 - KBS1 《아침마당》 - MBC 《놀면뭐하니?》- 2019년~현재 - JTBC 《투유 프로젝트 - 슈가맨 시즌 3》 MC (2019년~2020년) |
| 2020년      | - tvN 《식스센스》 시즌 1 |
| 2021년      | - tvN 《식스센스2》 MC - KBS2 《컴백홈》 MC |
| 2022년      | - 카카오TV 《플레이유》 - tvN 《식스센스3》 |
| 2023년      | - tvN 《스킵》 - 카카오페이지, TVING 《플레이유 레벨업 : 빌런이 사는 세상》 |
| 2024년      | - tvN 《아파트 404》 - SBS 《틈만나면,》 |

### 특집 / 파일럿 프로그램
| 연도          | 방송 활동 |
| ------------- | --- |
| 2004년~2005년 | - MBC 《2004 MBC 연기대상》 공동 MC - MBC 《창사 특집 스타 장樂퀴즈쇼》 MC - MBC 《MBC 가요대제전》 공동 MC - KBS 《프렌즈》 공동 MC      |
| 2006년        | - SBS 《설 특집 동안 선발대회》 MC - SBS 《추석 특집극 천하제일 신동열전》 MC - MBC 《MBC 연기대상》 공동 MC                              |
| 2007년        | - KBS 《개그콘서트 400회 특집》 - <내 인생에 내기 걸었네> - MBC 《대통령선거 개표방송 선택2007》 공동 MC - MBC 《MBC 가요대제전》 공동 MC |
| 2008년        | - KBS 《설 특집 여러분의 천만원 송》 공동 MC                                                                                              |
| 2009년        | - KBS 《개그콘서트 10주년 특집》 - <고음불가>                                                                                             |
| 2013년        | - KBS 《개그콘서트 코미디 40년 특집》 - <회장님회장님 우리회장님> 故김형곤 영상부분 나레이션                                              |
| 2014년        | - KBS 《나는 남자다》 MC |
| 2015년        | - SBS 《동상이몽, 괜찮아 괜찮아》 MC - JTBC 《투유 프로젝트 - 슈가맨을 찾아서》 MC                                                        |

### 영화
- 1994년 《영구와 우주괴물 불괴리》 - 반장 역
- 1994년 《티라노의 발톱》 - 원시인 역
- 2008년 《꿀벌 대소동》 - 베리 B. 벤슨 더빙 목소리 역
- 2009년 《리틀 비버》 - 내레이션 / 부엉이 목소리 역
- 2020년 《피원에이치: 새로운 세계의 시작》 - 한 역(카메오)

### 드라마 / 시트콤
- 1997년~1998년 KBS2 《아무도 못말려》 - 유재석 역
- 1998년 KBS2 《싱싱 손자병법》
- 2000년~2001년 KBS2 《멋진 친구들》 - 유재석 역
- 2005년 KBS2 《올드미스 다이어리》 - 도둑 역(우정출연)
- 2007년 MBC 《김치 치즈 스마일》 - 결혼식 사회 역(특별출연)
- 2008년 MBC 《이산》 - 가마꾼 / 주막 행인 / 호위병 역(특별출연)
- 2009년 MBC 《내조의 여왕》 - 취업 준비생 / 신입사원 역(특별출연)
- 2015년 SBS 《냄새를 보는 소녀》 - 런닝맨 MC 역(특별출연)
- 2015년 MBC 《내 딸, 금사월》 - 헤더 신 수행비서 / 천재 화가 / 톱스타 역(특별출연)
- 2019년 KBS2 《사랑은 뷰티풀 인생은 원더풀》 - 해피투게더 MC 역(특별출연)
- 2020년 KBS2 《좀비탐정》 - 영화 강시와 백허그의 남주인공 역(특별출연)
- 2023년 MBC 《꼭두의 계절》(특별출연)

### 광고
| 연도   | 품목            | 기업명                         | 브랜드명                                                      | 정보 |
| ------ | --------------- | ------------------------------ | ------------------------------------------------------------- | --- |
| 1998년 | 식품/주류       | OB맥주                         | OB라거                                                        | |
| 1999년 | 캠페인          | 정보통신부 한국 정보 문화 센터 | 이동전화통신예절캠페인                                        | - 강호동, 정선희, 홍진경과 공동 출연 |
| 2000년 | 식품            | 롯데제과                       | 바꿔바꿔                                                      | |
| 2000년 | 이동통신사      | SK텔레콤                       | 아이터치017                                                   | - 전지현과 공동 출연 |
| 2000년 | 의류/패션       | 세원종합상사                   | 인난찌                                                        | - 임수정, 이훈, 이휘재와 공동 출연 |
| 2002년 | 식품            | 해태음료                       | 써니텐                                                        | - 강호동, 이휘재, 김한석과 공동 출연 |
| 2002년 | 의류/패션       | 반도스포츠                     |                                                               | - 지면광고 활동 - 이휘재, 김한석과 공동 출연 |
| 2003년 | 의류/패션       | 골드필                         |                                                               | - 지면광고 활동 |
| 2005년 | 식품/음료       | 해태아이스크림                 | 젤루조아                                                      | - 강호동과 공동 출연 |
| 2007년 | 식품            | 혜인유통                       | 네네치킨                                                      | - 정준하, 노홍철과 공동 출연 |
| 2007년 | 교육            | 교원구몬 (구 공문교육연구원)   | 구몬학습                                                      | - 박명수, 노홍철과 공동 출연 - '구몬식과학'편, '구몬식국어'편 단독 촬영                                                                                  |
| 2007년 | 금융            | 신한금융그룹                   |                                                               | - 이영애와 공동 출연 |
| 2008년 | 식품            | 혜인유통                       | 네네치킨                                                      | - 정준하, 노홍철과 공동 출연 |
| 2008년 | 금융            | 신한금융그룹                   |                                                               | - 배용준과 공동 출연 |
| 2008년 | 디지털 가전     | TG삼보컴퓨터                   | - 루온크리스탈 - 드림시스 데스크톱 - 에버라텍 - 에버라텍 버디 | - 박명수, 노홍철, 하하와 공동 출연 ('루온크리스탈'편) - 박명수, 노홍철과 공동 출연 ('드림시스 데스크톱'편 등)                                            |
| 2008년 | 정유            | S-oil                          |                                                               | - 차승원, 김병만과 공동 출연 ('선택! 기름왕'편 등 다수) - 차승원, 장미란과 공동 출연 ('선택! 기름왕 - 공약실천'편)                                       |
| 2009년 | 식품            | 혜인유통                       | 네네치킨                                                      | - 티아라와 공동 출연 |
| 2009년 | 금융            | 신한금융그룹                   |                                                               | - '금융생활 이야기'편 단독 출연 |
| 2009년 | 의류            | 지오다노                       |                                                               | - 장동건과 공동 출연 |
| 2010년 | 식품            | 혜인유통                       | 네네치킨                                                      | - 티아라와 공동 출연 |
| 2010년 | 금융            | 신한금융그룹                   |                                                               | - 강호동과 공동 출연 |
| 2010년 | 의류/패션       | ABC마트                        |                                                               | - '대한민국 신나라'편 단독 출연 - 온라인, 공중파/케이블 TV 광고 활동 (온라인 선공개)                                                                     |
| 2010년 | 디지털 가전     | 닌텐도                         | Wii: Wii Sports Resort                                        | - 현정화와 공동 출연 ('Wii Sports Resort: 탁구'편) - 유소연과 공동 출연 ('Wii Sports Resort: 골프'편) - 윤옥희와 공동 출연 ('Wii Sports Resort: 양궁'편) |
| 2010년 | 생활 용품       | 애경                           | 리큐 (LiQ)                                                    | - TV 광고 활동 |
| 2011년 | 식품            | 혜인유통                       | 네네치킨                                                      | - 시크릿과 공동 출연 |
| 2011년 | 생활 용품       | 애경                           | 리큐 (LiQ)                                                    | - 정범균과 공동 출연 |
| 2012년 | 홈쇼핑          | 홈&쇼핑                        |                                                               | - 정범균과 공동 출연 |
| 2012년 | 식품            | 혜인유통                       | 네네치킨                                                      | - 단독 출연 |
| 2013년 | 식품/음료       | 코카콜라                       | 코카콜라                                                      | - 박명수, 정형돈, 노홍철, 하하와 공동 출연 |
| 2013년 | 테마파크        | 삼성에버랜드                   |                                                               | - '캐리비안 베이: DJ날유 디제잉쇼'편 - '에버랜드: 유재석밴드 당장 놀아'편 - '에버랜드: 호러메이즈' 인터넷 광고                                           |
| 2014년 | 식품/음료       | 코카콜라                       | 코카콜라                                                      | |
| 2014년 | 건강            | 고려은단                       | 고려은단 비타민 C1000                                         | |
| 2014년 | 식품            | 혜인유통                       | 네네치킨                                                      | - 스윙스와 공동 출연 |
| 2014년 | 의류            | 이앤비인터내셔널               | 쉐펠                                                          | - 송지효와 공동 출연 |
| 2015년 | 식품/음료       | 코카콜라                       | 코카콜라                                                      | - 정준하와 공동 출연 |
| 2015년 | 식품            | 혜인유통                       | 네네치킨                                                      | |
| 2015년 | 건강            | 고려은단                       | 고려은단 비타민 C1000                                         | |
| 2015년 | 교육            | 시원스쿨                       | 시원영어                                                      | - 류현진, 이시원 강사와 공동 출연 |
| 2016년 | 교육            | 시원스쿨                       | 시원영어                                                      | - 강호동, 이시원 강사와 공동 출연 |
| 2016년 | 식품            | 혜인유통                       | 네네치킨                                                      | - 오마이걸과 공동 출연 |
| 2016년 | 차량 용품       | 불스원                         | 불스원샷                                                      | |
| 2016년 | 건강            | 고려은단                       | 고려은단 비타민 C1000                                         | |
| 2016년 | 금융            | 우리은행                       | 위비톡                                                        | |
| 2016년 | 홈쇼핑          | 홈&쇼핑                        |                                                               | - 전인화와 공동 출연 |
| 2017년 | 화장품          | 에이프릴                       | 메디큐브                                                      | |
| 2017년 | 식품            | 혜인유통                       | 네네치킨                                                      | |
| 2017년 | 건강            | 고려은단                       | 고려은단 비타민 C1000                                         | |
| 2017년 | 차량 용품       | 불스원                         | 불스원샷                                                      | |
| 2018년 | 차량 용품       | 불스원                         | 불스원샷                                                      | |
| 건강   | 고려은단        | 고려은단 비타민 C1000          |                                                               | |
| 화장품 | 에이프릴        | 메디큐브                       |                                                               | |
| 2019년 | 교육            | 메가스터디교육                 | 엘리하이                                                      | - 단독 출연 |
| 2019년 | 화장품          | 에이프릴                       | 메디큐브                                                      | - 단독 출연 |
| 2019년 | 건강            | 고려은단                       | 고려은단 비타민 C1000                                         | |
| 2019년 | 차량 용품       | 불스원                         | 불스원샷                                                      | |
| 2020년 | 식품            | 빙그레                         | 슈퍼콘                                                        | |
| 2020년 | 모바일게임      | 릴리스 게임즈                  | AFK 아레나                                                    | |
| 2020년 | 차량 용품       | 불스원                         | 불스원샷                                                      | |
| 2020년 | 화장품          | 에이프릴                       | 메디큐브                                                      | |
| 2020년 | 교육            | 메가스터디교육                 | 엘리하이                                                      | |
| 2020년 | 건강            | 고려은단                       | 고려은단 비타민 C1000                                         | |
| 2021년 | 스마트폰        | 삼성전자                       | 갤럭시S21                                                     | - 펭수와 공동 출연 |
| 2021년 | 자동차 보험     | 삼성화재                       | 삼성화재 다이렉트                                             | |
| 2021년 | 화장품          | 에이프릴                       | 메디큐브                                                      | |
| 2021년 | 교육            | 메가스터디교육                 | 엘리하이                                                      | |
| 2021년 | 차량 용품       | 불스원                         | 불스원샷                                                      | |
| 2021년 | 건강            | 고려은단                       | 고려은단 비타민 C1000                                         | |
| 2021년 | 자동차          |                                | 케이카                                                        | |
| 2021년 | 식품            | 농심                           | 배홍동 비빔면                                                 | |
| 2021년 | 식품            | 삼립                           | 삼립 호빵                                                     | |
| 2022년 | 스마트폰        | 삼성전자                       | 갤럭시S22                                                     | |
| 2022년 | 자동차          |                                | 케이카                                                        | |
| 2022년 | 차량 용품       | 불스원                         | 불스원샷                                                      | |
| 2022년 | 생활가전 비데   | 코웨이                         | 룰루비데                                                      | |
| 2022년 | 식품            | 농심                           | 배홍동 비빔면                                                 | |
| 2022년 | 스트리밍 서비스 | 월트 디즈니 컴퍼니 코리아      | 디즈니+ 데이                                                  | |

### 홍보대사
- 2001년 국무조정실 교통안전 홍보대사
- 2003년 문화관광부 청소년 책읽기 홍보대사
- 2020년, 2021년 엘리하이 홍보대사

### 뮤직비디오
- 2002년 하지만 - 굳세어라 내 청춘
- 2004년 신나고 - 이쁘니까
- 2005년 강호동 - 캐롤앨범 오해피데이 '창밖을 보라'
- 2012년 싸이 - 강남 스타일
- 2013년 싸이 - 젠틀맨
- 2014년 박지윤 - Beep
- 2015년 지누션- 한번 더 말해줘

## 그 외

### 잡지 모델
- 2008년 코스모폴리탄 08년 1월호
- 2009년 지오다노 - 〈지오다노 CHEER UP CAMPAIGN〉
- 2010년 보그코리아 10년 1월호
- 2013년 엘르 13년 12월호(자선화보)

### 발매 음반

#### 프로젝트 싱글
- 2007년 〈삼바의 매력〉- 무한도전 강변북로 가요제
- 2009년 〈Let's Dance〉- 무한도전 올림픽대로 듀엣가요제 with 타이거 JK, 윤미래
- 2011년 〈압구정 날라리〉- 무한도전 서해안고속도로 가요제 with 이적
- 2011년 〈말하는 대로〉- 무한도전 서해안고속도로 가요제 with 이적
- 2012년 〈더위먹은 갈매기〉- 무한도전 나름 가수다
- 2013년 〈메뚜기 월드〉- 무한도전 박명수의 어떤가요
- 2013년 〈Please Don't Go My Girl〉- 무한도전 자유로 가요제 with 유희열, 김조한
- 2013년 〈댄스왕〉- 무한도전 자유로 가요제 with 유희열
- 2015년 〈I`m so sexy〉- 무한도전 영동고속도로 가요제 with 박진영
- 2016년 〈처럼〉- 무한도전 위대한 유산 with 도끼, 이하이
- 2019년 〈합정역 5번 출구〉- 놀면뭐하니 뽕포유 (유산슬)
- 2019년 〈사랑의 재개발〉- 놀면뭐하니 뽕포유 (유산슬)
- 2020년 〈사랑의 재개발2〉- 놀면뭐하니 (유산슬)
- 2020년 〈이별의 버스 정류장〉- 놀면뭐하니 (유산슬 with 송가인)
- 2020년 〈말하는 대로 2020 Liver ver.〉- 놀면뭐하니 with 이적
- 2020년 〈여름안에서〉- 놀면뭐하니 싹쓰리
- 2020년 〈다시 여기 바닷가〉- 놀면뭐하니 싹쓰리
- 2020년 〈그 여름을 틀어줘〉- 놀면뭐하니 싹쓰리
- 2020년 〈두리쥬와〉- 놀면뭐하니 with 광희
- 2021년 〈Still I Love You〉- 놀면뭐하니 토요태

#### 디지털 싱글
- 2006년 〈All you need is love〉- with 무한도전 멤버들
- 2007년 〈하나마나송〉 - with 노홍철 (무한도전)
- 2009년 〈패밀리의 하루〉 - with 패밀리가 떴다 멤버들
- 2012년 〈방구석 날라리〉 - with 처진 달팽이 (유재석, 이적)
- 2016년 〈dancing king〉 - with EXO
- 2021년 〈다음 겨울에도 여기서 만나 타이틀〉 - 2021 Antenna Christmas Carol

#### 피처링
- 2015년 〈다시〉- 터보

## 기록
| 연도   | 기록 내역 |
| ------ | --- |
| 2000년 | - 리스피아르 조사연구소 - 2000년 상반기 남자 개그맨 부문 9위 - 리스피아르 조사연구소 - 2000년 하반기 남자 개그맨 부문 3위 |
| 2003년 | - 리스피아르 조사연구소 - 2003년 상반기 남자 개그맨 부문 5위 - 리스피아르 조사연구소 - 2003년 하반기 남자 개그맨 부문 3위 |
| 2004년 | - 리스피아르 조사연구소 - 2004년 상반기 남자 개그맨 부문 1위 - 한국 갤럽 조사연구소 - '한국인이 좋아하는 40가지' 코미디언 부문 3위 - 리스피아르 조사연구소 - 2004년 하반기 남자 개그맨 부문 2위 |
| 2005년 | - 브랜드 38 연구소 - 2005년 상반기 50인의 TV광고모델 42위 (개그맨부문 3위) - 리스피아르 조사연구소 - 2005년 상반기 남자 개그맨 부문 1위 - 리스피아르 조사연구소 - 2005년 하반기 남자 개그맨 부문 1위 - 브랜드 38 연구소 - 2005년 하반기 63인의 TV광고모델 10위 (개그맨부문 1위) - 산업정책연구원 수퍼브랜드 - 2005년 개인브랜드: 남자 코메디언 부문 1위 - 한국 갤럽 조사연구소 - 2005년을 빛낸 코미디언 1위 - 스포츠한국 올해의 스타상 - 2005 올해의 개그맨 부문 1위 |
| 2006년 | - 리스피아르 조사연구소 - 2006년 상반기 남자 개그맨 부문 1위 - 브랜드 38 연구소 - 2006년 상반기 95인의 TV광고모델 5위 (개그맨부문 1위) - 브랜드 38 연구소 - 2006년 하반기 100인의 TV광고모델 15위 (개그맨부문 1위) - 산업정책연구원 수퍼브랜드 - 2006년 개인브랜드: 남자 코미디언 부문 1위 - 네이버 - 2006년 인기검색어 결산: 개그맨 부문 2위 - 리스피아르 조사연구소 - 2006년 하반기 남자 개그맨 부문 1위 - 한국 갤럽 조사연구소 - 2006년을 빛낸 코미디언 1위 - 시사저널 누가 한국을 움직이는가 - 2006 가장 영향력 있는 연예인 공동 10위 - 헤럴드경제 - 2006 대중문화 파워리더 빅30 29위 (개그맨 중 2위) |
| 2007년 | - 리스피아르 조사연구소 - 2007년 상반기 남자 개그맨 부문 1위 - 브랜드 38 연구소 - 2007년 상반기 105인의 TV광고모델 3위 (개그맨 부문 1위) - 리스피아르 조사연구소 - 2007년 하반기 남자 개그맨 부문 1위 - 산업정책연구원 수퍼브랜드 - 2007년 개인브랜드: 남자 코미디언 부문 1위 - 네이버 - 2007년 인기검색어 결산: 방송인 부문 1위 - 브랜드 38 연구소 - 2007년 하반기 257인의 TV광고모델 6위 (개그맨 부문 1위) - 한국 갤럽 조사연구소 - 2007년을 빛낸 개그맨 1위 - 스포츠한국 올해의 스타상 - 2007 올해의 개그맨 부문 1위 - 시사저널 누가 한국을 움직이는가 - 2007 가장 영향력 있는 연예인 6위 - 헤럴드경제 - 2007 대중문화 파워리더 빅30 5위 |
| 2008년 | - 리스피아르 조사연구소 - 2008년 상반기 남자 개그맨 부문 1위 - 브랜드 38 연구소 - 2008년 상반기 258인의 TV광고모델 4위 (개그맨 부문 1위) - 리스피아르 조사연구소 - 2008년 하반기 남자 개그맨 부문 1위 - 한국 CM 전략연구소 - 2008 최고의 광고모델 4위 [신한금융그룹] - 브랜드 38 연구소 - 2008년 하반기 296인의 TV광고모델 1위 (개그맨 부문 1위) - 한국 갤럽 조사연구소 - 2008년을 빛낸 개그맨 1위, 2008년 최고 남자 개그맨 1위 - 산업정책연구원 수퍼브랜드 - 2008년 개인브랜드: 남자 코미디언 부문 1위 - 네이버 - 2008년 분야별 인기검색어 결산: 방송인 부문 2위 - 스포츠한국 올해의 스타상 - 2008 올해의 개그맨 부문 1위 - 시사저널 누가 한국을 움직이는가 - 2008 가장 영향력 있는 연예인 5위 - 헤럴드경제 - 2008 대중문화 파워리더 빅30 3위 |
| 2009년 | - 리스피아르 조사연구소 - 2009년 상반기 남자 개그맨 부문 1위 - 브랜드 38 연구소 - 2009년 상반기 268인의 TV광고모델 2위 (개그맨 부문 1위) - 한국 갤럽 조사연구소 - 한국인이 좋아하는 개그맨 1위 - 산업정책연구원 수퍼브랜드 - 2009년 개인브랜드: 남자 코미디언 부문 1위 - 네이버 - 2009년 분야별 인기검색어 결산: 방송인 부문 1위 - 브랜드 38 연구소 - 2009년 하반기 268인의 TV광고모델 1위 (개그맨 부문 1위) - MBC 《섹션TV 연예통신》 스타별별랭킹 시즌2 <대국민 리서치> - 2009 10대 예능인 1위 - 한국 갤럽 조사연구소 - 2009년을 빛낸 개그맨 1위 - KBS 《연예가중계》- 올 한해 맹활약한 남자연예인부문 3위 - 스포츠한국 올해의 스타상 - 2009 올해의 스타대상 부문 9위 - 스포츠한국 올해의 스타상 - 2009 올해의 개그맨 부문 1위 - 스포츠한국 올해의 스타상 - 2009 모바일 올해의 스타상 11위 - 시사저널 누가 한국을 움직이는가 - 2009 가장 영향력 있는 연예인 2위 - 헤럴드경제 - 2009 대중문화 파워리더 빅30 2위 |
| 2010년 | - 브랜드 38 연구소 - 2010년 상반기 239인의 TV광고모델 2위 (개그맨 부문 1위) - 리스피아르 조사연구소 - 2010년 상반기 남자 개그맨 부문 1위 - 브랜드 38 연구소 - 2010년 하반기 207인의 TV광고모델 1위 (개그맨·MC 부문 1위) - 리스피아르 조사연구소 - 2010년 하반기 남자 개그맨 부문 1위 - 한국 갤럽 조사연구소 - 2010년을 빛낸 개그맨 2위 - 산업정책연구원 수퍼브랜드 - 2010년 개인브랜드: 남자 코미디언 부문 1위 - 스포츠동아 창간특집 한국을 움직이는 엔터파워 - 스타 100인이 뽑은 영향력 있는 파워맨 공동1위 - 스포츠동아 창간특집 한국을 움직이는 엔터파워 - 스타가 가장 사랑한 스타 2위 - 스포츠동아 창간특집 한국을 움직이는 스포츠파워 - 스포츠스타들이 가장 좋아하는 연예인 3위 - 포브스코리아 - 한국의 파워 셀리브리티 40인 9위 - 시사저널 누가 한국을 움직이는가 - 2010 가장 영향력 있는 연예인 2위 - 헤럴드경제 - 2010 대중문화 파워리더 빅30 5위                                                        |
| 2011년 | - 리스피아르 조사연구소 - 2011년 상반기 남자 개그맨 부문 1위 - 브랜드 38 연구소 - 2011년 TV광고모델 1위 - 리스피아르 조사연구소 - 2011년 하반기 남자 개그맨 부문 1위 - 한국 갤럽 조사연구소 - 2011년을 빛낸 개그맨 2위 - 산업정책연구원 수퍼브랜드 - 2011년 개인브랜드: 남자 코미디언 부문 1위 - 스포츠한국 올해의 스타상 - 2011 올해의 스타대상 부문 2위 - 스포츠한국 올해의 스타상 - 2011 올해의 개그맨 부문 2위 - 매일경제 - 한국 사회에서 가장 영향력있는 인물 5위 - 시사저널 누가 한국을 움직이는가 - 2011 가장 영향력 있는 연예인 2위 - 헤럴드경제 - 2011 대중문화 파워리더 빅30 3위 |
| 2012년 | - 리스피아르 조사연구소 - 2012년 상반기 남자 개그맨 부문 1위 - 브랜드 38 연구소 - 2012년 TV광고모델 공동3위 - 리스피아르 조사연구소 - 2012년 하반기 남자 개그맨 부문 1위 - 한국 갤럽 조사연구소 - 2012년을 빛낸 개그맨 1위 - 산업정책연구원 수퍼브랜드 - 2012년 개인브랜드: 남자 코미디언 부문 1위 - 스포츠한국 올해의 스타상 - 2012 올해의 개그맨 부문 2위 - 시사저널 누가 한국을 움직이는가 - 2012 가장 영향력 있는 연예인 2위 - 헤럴드경제 - 2012 대중문화 파워리더 빅30 5위 |
| 2013년 | - 리스피아르 조사연구소 - 2013년 상반기 남자 개그맨 부문 1위 - 브랜드 38 연구소 - 2013년 TV광고모델 1위 - 한국 갤럽 조사연구소 - 2013년을 빛낸 개그맨 1위 - 시사저널 누가 한국을 움직이는가 - 2013 가장 영향력 있는 연예인 2위 - 헤럴드경제 - 2013 대중문화 파워리더 빅30 4위 |
| 2014년 | - 직장인들이 뽑은 창조적인 리더 톱10 9위-박원순시장과 공동 9위 - 시사저널 2014 가장 영향력 있는 연예계 스타 2위-1위 싸이 - 시사저널 2014 차세대 리더100 18위-정치/경제/문화/스포츠 전부문 포함 - 전국대학생 의식조사 존경하는 인물 4위-1위 반기문/2위 김연아/3위 이순신 - 한국 갤럽 조사연구소- 2014년 올해를 빛낸 코미디언 1위-3년 연속 선정 - 헤럴드경제 - 2014 대중문화 파워리더 BIG30 5위 |
| 2015년 | - 한국 갤럽 조사연구소 - 한국인이 좋아하는 코미디언/개그맨 1위-10년에 한 번하는 설문조사 - 국민이 원하는 국회의원 TOP10 2위(1위 손석희·3위 박원순 시장) - 시사저널 2015 한국을 움직이는 가장 영향력 있는 인물 11위 - 시사저널 2015 가장 영향력 있는 연예계 스타 1위 - 시사저널 2015 현존하는 인물 중 가장 멘토(스승)삼고 싶은 인물 7위-프란치스코(교황)과 공동 7위 - 시사저널 2015 차세대 리더 100 - 4위 - 한국 갤럽 조사연구소- 2015년 올해를 빛낸 코미디언 1위-4년 연속 선정 - 헤럴드경제 - 2015 대중문화 파워리더 BIG30 4위 |

## 수상
- 방송 3사 연예대상 최다 수상자 (총 18회 - KBS 2회, MBC 8회, SBS 8회)
- 방송 3사 연예대상 두 번째 그랜드슬램 달성[65]
- 백상예술대상 사상 예능인으로서는 2번째 TV 부문 대상 수상[66]
- 예능인 최초 백상예술대상 대상 2회 수상[67]

| 연도   | 수상 내역 |
| ------ | --- |
| 1991년 | - KBS 제1회 대학개그제 장려상 |
| 2000년 | - MBC 연기대상 MC 부문 특별상 (스타 서바이벌 동거동락) - 경인방송 & 연예정보신문사 주최 '한국최고인기연예인상' 인기 개그맨상 |
| 2002년 | - KBS 방송진행상 <슈퍼 TV 일요일은 즐거워> - 도서출판 진흥사 독서진흥 특별상 |
| 2003년 | - KBS 연예대상 TV 진행 부문 최우수상 (슈퍼 TV 일요일은 즐거워, 해피투게더 쟁반노래방) - MBC 방송연예대상 쇼 버라이어티 부문 최우수상 (느낌표! - 책책책 책을 읽읍시다) |
| 2004년 | - SBS 연기대상 TV MC 부문 특별상 (진실게임, 일요일이 좋다) |
| 2005년 | - KBS 연예대상 대상 (해피투게더 프렌즈) - 올해의 스타상 개그맨부문 |
| 2006년 | - MBC 방송연예대상 대상 (무한도전, 놀러와) - 제42회 백상예술대상 TV부문 남자 예능상 (일요일이 좋다) - 제9회 푸른미디어 언어상 - 제18회 한국방송프로듀서상 TV 진행자상 |
| 2007년 | - MBC 방송연예대상 대상 (무한도전, 놀러와 / 무한도전 팀 자격으로 이순재와 공동수상) - 제8회 대한민국 영상대전 포토제닉상 - 모바일 연예대상 최고 MC상 - 제10회 푸른미디어 푸른 방송인상 |
| 2008년 | - Mnet 20's Choice 버라이어티 스타 - SBS 연예대상 대상 (일요일이 좋다 - 패밀리가 떴다) - 니켈로디언 코리아 키즈 초이스 어워드 좋아하는 개그맨상 - 올해의 스타상 개그맨부문 |
| 2009년 | - MBC 방송연예대상 PD상 (무한도전 / 무한도전 팀 자격으로 공동수상) - MBC 방송연예대상 대상 (무한도전, 놀러와) - SBS 연예대상 대상 (일요일이 좋다 - 패밀리가 떴다 / 이효리와 공동수상) - 제21회 한국방송프로듀서상 TV진행자부문 출연자상 - 니켈로디언 코리아 키즈 초이스 어워드 좋아하는 개그맨상 |
| 2010년 | - KBS 연예대상 베스트 팀워크상 (해피투게더 시즌3 / 해피투게더 시즌3 팀 자격으로 수상) - MBC 방송연예대상 대상 (무한도전, 놀러와) - SBS 연예대상 창사 20주년 10대 스타상 - MBC 우리말 지킴이 나무상 - 니켈로디언 코리아 키즈 초이스 어워드 좋아하는 개그맨상 - 제5회 에이 어워즈(A-Awards) 이노베이션 부문 (무한도전 팀과 공동 수상)                                                                                                  |
| 2011년 | - MBC 방송연예대상 최우수상 (무한도전, 놀러와) (개인 최고상) - SBS 연예대상 대상 (일요일이 좋다 - 런닝맨) - 제53회 전국조정선수권대회 2000m 노비스 에이트 특별상 - 니켈로디언 코리아 키즈 초이스 어워드 좋아하는 개그맨상 |
| 2012년 | - 제3회 대한민국 대중문화예술상 국무총리 표창 - MBC 방송연예대상 PD상 (무한도전, 놀러와) - SBS 연예대상 시청자가 뽑은 최고 인기상 (일요일이 좋다 - 런닝맨) - SBS 연예대상 대상 (일요일이 좋다 - 런닝맨) |
| 2013년 | - 제49회 백상예술대상 TV 부문 대상 (해피투게더 시즌3, 무한도전, 일요일이 좋다 - 런닝맨) - SBS 연예대상 시청자가 뽑은 최고 인기상 (일요일이 좋다 - 런닝맨) - 니켈로디언 코리아 키즈 초이스 어워드 좋아하는 개그맨상 |
| 2014년 | - KBS 연예대상 대상 (해피투게더 시즌3, 나는 남자다) - MBC 방송연예대상 대상 (무한도전) - SBS 연예대상 시청자가 뽑은 최고 인기상 (일요일이 좋다 - 런닝맨) |
| 2015년 | - MBC 방송연예대상 공로상 (무한도전 / 무한도전 팀 자격으로 수상) - SBS 연예대상 시청자가 뽑은 최고 인기상 (일요일이 좋다 - 런닝맨) - SBS 연예대상 대상 (일요일이 좋다 - 런닝맨, 동상이몽, 괜찮아 괜찮아 / 김병만과 공동수상) - 한국방송대상(무한도전 팀 자격으로 수상) |
| 2016년 | - KBS 연예대상 베스트 팀워크상 (해피투게더 시즌3 / 해피투게더 시즌3 팀 자격으로 수상) - MBC 방송연예대상 대상 (무한도전) |
| 2017년 | - SBS 연예대상 글로벌 스타상 (런닝맨 / 런닝맨 팀 자격으로 수상) |
| 2018년 | - 제9회 대한민국 대중문화예술상 대통령 표창 - SBS 연예대상 베스트 팀워크상 (런닝맨 / 런닝맨 팀 자격으로 수상) |
| 2019년 | - KBS 연예대상 베스트 팀워크상 (해피투게더 시즌4 / 해피투게더 시즌4 팀 자격으로 수상) - SBS 연예대상 글로벌 프로그램상 (런닝맨 / 런닝맨 팀 자격으로 수상) - SBS 연예대상 대상 (런닝맨) - MBC 방송연예대상 남자 신인상 (놀면 뭐하니?) - MBC 방송연예대상 올해의 예능인상 (놀면 뭐하니?) |
| 2020년 | - 브랜드 고객충성도 대상 예능인 남자 부문 - 백상예술대상 TV부문 남자 예능상 (놀면 뭐하니?) - 올해의 브랜드 대상 예능인 남자 부문 - SBS 연예대상 골든콘텐츠상 (런닝맨 / 런닝맨 팀 자격으로 수상) - 2021 대한민국 퍼스트브랜드 대상 예능인부문 (남자) - MBC 방송연예대상 올해의 예능인상 (놀면 뭐하니?) - MBC 방송연예대상 베스트 커플상 (with 이효리) - MBC 방송연예대상 대상 (놀면 뭐하니?) - 제5회 동아닷컴’s PICK 덕업일치 했어YOO |
| 2021년 | - 브랜드 고객충성도 대상 예능인 남자 부문 - 제33회 한국PD대상 TV 진행자상 (놀면 뭐하니?) - 제57회 백상예술대상 TV 부문 대상 - 올해의 브랜드 대상 예능인 남자 부문 - 제48회 한국방송대상 남자 최우수 예능인상 (놀면 뭐하니?) - SBS 연예대상 올해의 예능인상 - MBC 방송연예대상 베스트 커플상 - MBC 방송연예대상 올해의 예능인상 - MBC 방송연예대상 대상 (놀면 뭐하니?)                                                                |
| 2022년 | - SBS 연예대상 대상 (런닝맨) - SBS 연예대상 베스트커플상 (유재석, 김종국) - MBC 방송연예대상 올해의 예능인상 |
| 2023년 | - CJ ENM 비저너리 어워즈 2023 비저너리 10인 선정 - KBS 한국방송공사 공사창립 50주년 기념 KBS를 빛낸 50인상 - 2023 브랜드 고객충성도 대상 예능인 남자 부문 - 제2회 청룡시리즈어워즈 남자 예능인상 - 2023 올해의 브랜드 대상 예능인 남자 부문 - 2023 펀덱스 어워드 대상 (펀덱스 비드라마 출연자 대상), (화제성 총합 최우수상) - MBC 방송연예대상 올해의 예능인상                                                                       |
| 2024년 | - 2024 브랜드 고객충성도 대상 예능인 남자 부문 - 2024 올해의 브랜드 대상 예능인 남자 부문 - KBS 연예대상 올해의 예능인상 - MBC 방송연예대상 올해의 예능인상 - SBS 연예대상 대상 (런닝맨, 틈만나면,) |

## 사건 및 비판

### 유재석 추락사고
- 2006년 유재석이 진행하던 TV프로그램인 SBS의 진실게임에서 힘 좋기로 유명한 게스트와의 녹화가 있었다. 촬영 중 그 게스트는 유재석을 들어올렸는데, 그만 유재석을 떨어뜨리는 사고가 있어났고, 그 자리에서 유재석은 기절을 하고 말았다. 이를 본 제작진이 119에 전화를 했으며 곧바로 구급차에 이송되었다. 다행히도, 병원 도착 직전에 깨어났다.[68]

## 가족
2008년 7월 6일 당시 MBC 소속 아나운서였던 나경은과 결혼식을 올렸으며 2010년 5월 1일 아들 유지호, 2018년 10월 19일 딸 유나은이 태어났다.

## 인간 관계
심형래와는 영화 촬영을 통해 같이 인연을 맺어온 사이이며 KBS 공채 7기 개그맨으로서 KBS 공채 개그맨 중 꽃이라 불리는 7기 멤버들과도 깊은 친분을 유지하고 있다. 또한 여러 프로그램에 출연하면서 여러 연예인들과 인맥을 형성했는데 슈퍼 TV 일요일은 즐거워에 출연하면서 강호동, 신정환, 이혁재, 이휘재, 김한석와 친분이 생겼고 무한도전에 출연하면서 박명수, 정준하, 정형돈, 노홍철, 전진, 길 등과 두터운 친분이 생겼으며 런닝맨에 출연하면서부터는 개리, 하하, 송중기, 이광수, 송지효, 양세찬, 전소민 등과 두터운 친분이 생겼다. 참고로 런닝맨 멤버 중 지석진은 유재석보다 나이는 많지만 유재석의 코미디언 공채 후배이다. 특히 김종국과는 친분이 매우 깊어 2015년 터보가 재결성되자 터보의 노래를 피처링해주기도 했다. 최근에는 유재석과 제시가 각종 예능 프로그램에서 재미있게 활동하여 재-제 커플이라는 소문도 존재한다.
유재석 후속작에 고정출연한 바 있거나 고정출연중인, 또는 고정으로 출연예정인 스타
- 박명수 (놀러와, 무한도전, X맨, 하자Go, 해피투게더3, 놀면 뭐하니?)
- 송은이 (스타 서바이벌 동거동락 2기, 코미디타운, 진실게임)
- 김제동 (해피투게더, X맨)
- 강호동 (출발드림팀 시즌1, MC대격돌, X맨)
- 정준하 (서바이벌 대작전, 코미디타운, 대결! 반전 드라마, 무한도전, 해피투게더3, 놀면 뭐하니?)
- 정형돈 (무한도전)
- 노홍철 (놀러와, 무한도전)
- 하하 (X맨, 무한도전, 하자Go, 옛날TV, 런닝맨, 해피투게더3 ,놀면 뭐하니?)
- 조세호 (놀러와, 해피투게더3・4, 무한도전, 유 퀴즈 온 더 블럭)
- 길 (놀러와, 무한도전)
- 황광희 (무한도전, 요즘 애들)
- 전진 (스타 서바이벌 동거동락 2기, 무한도전)
- 김종국 (스타 서바이벌 동거동락 2기, X맨, 패밀리가 떴다 1기, 런닝맨)
- 지석진 (진실게임, 런닝맨)
- 이광수 (런닝맨, 범인은 바로 너 1기)
- 개리 (런닝맨)
- 송중기 (런닝맨)
- 송지효 (런닝맨)
- 전소민 (런닝맨, 식스센스)
- 양세찬 (런닝맨)
- 전현무 (해피투게더3・4)
- 이효리 (해피투게더 프렌즈, 패밀리가 떴다 1기)
- 윤종신 (하자Go, 옛날TV, 기적의 승부사, 패밀리가 떴다 1기)
- 박경림 (멋진친구들, 스타 서바이벌 동거동락 1기, X맨)
- 박미선 (해피투게더3)
- 신봉선 (해피투게더 프렌즈, 해피투게더3, 놀면 뭐하니?)
- 유희열 (투유 프로젝트 - 슈가맨)
- 김이나 (투유 프로젝트 - 슈가맨)
- 김수로 (패밀리가 떴다 1기)
- 박예진 (패밀리가 떴다 1기)
- 대성 (패밀리가 떴다 1기)
- 박시연 (패밀리가 떴다 1기)
- 박해진 (패밀리가 떴다 1기)
- 이천희 (패밀리가 떴다 1기)
- 김종민 (천하제일 외인구단, X맨, 놀러와, 범인은 바로 너 1・2기, 놀면 뭐하니?)
- 이승기 (X맨, 범인은 바로 너 2기)
- 양세형 (무한도전, 미추리 8-1000 시즌 1・시즌 2)
- 김원희 (스타 서바이벌 동거동락 2기, 놀러와)
- 권오중 (놀러와, 나는 남자다)
- 은지원 (X맨, 놀러와)
- 이수근 (해피투게더 프렌즈)
- 김하온 (요즘애들)
- 신정환 (MC대격돌, X맨, 하자Go, 옛날TV, 기적의 승부사)

## 참고 서적
- ‘유재석처럼 말하고 강호동처럼 행동하라’ - 서병기 지음. 두리미디어. 2008년 7월 21일 출간
- ’일인자 유재석’ - 김영주 지음. 이지북. 2012년 8월 16일 출간
- ’나를 꿈으로 이끄는 한마디’ - 신명진 지음. 매일경제신문사. 2013년 7월 30일 출간
- ’유재석 배우기’ - 박지종 지음. 북랩. 2015년 1월 16일 출간
- 'who?(스페셜)유재석' - 글 김성재. 그림 스튜디오 해닮. 감수 김민선 (국민대 언론정보학부 겸임교수)

## 기타
- 이선희 시의원, 송중기, 조인성 등과 친분이 깊다.
- 고등학교를 졸업하자마자 바로 코미디 공채에 합격한 탓에 나이에 비해 기수가 상당히 높다.
- SBS 런닝맨에 함께 출연하는 지석진보다 어리지만 지석진이 후배이다.
- 병역 의무는 방위병으로 이행했는데 그가 방위병으로 입대한 직후 방위병 제도가 폐지되어 마지막 방위 기수가 되었다. 유재석은 1994년도 군번이며 1995년도에 방위병 제도가 폐지되고 공익근무요원이 창설되어 방위병 제도를 대체했다.